# Gare de Turretot - Gonneville
La gare de Turretot - Gonneville est une gare ferroviaire française de la ligne du Havre-Graville à Tourville-les-Ifs située sur le territoire de la commune de Turretot, à proximité de Gonneville-la-Mallet, dans le département de la Seine-Maritime en région Normandie.
Elle est ouverte en 1896 par la compagnie des chemins de fer de l'Ouest (Ouest). Elle est fermée au cours du XXe siècle.

## Situation ferroviaire
Établie à 104 mètres d'altitude, la gare de Turretot - Gonneville est située au point kilométrique (PK) 237,443 de la ligne du Havre-Graville à Tourville-les-Ifs, entre les gares de Rolleville et de Criquetot-l'Esneval (fermée).
La ligne n'est plus exploitée entre les gares de Rolleville et des Ifs.

## Histoire
La gare de Turretot - Gonneville est mise en service le 24 décembre 1896, par la compagnie des chemins de fer de l'Ouest (Ouest), lorsqu'elle ouvre à l'exploitation la ligne de Montivilliers aux Ifs.
La desserte des voyageurs est fermée une première fois en 1938, rouverte en 1842, elle est de nouveau fermée en avril 1970. La ligne a encore été exploitée pour un trafic marchandises, entre Criquetot-l'Esneval et les Ifs, jusqu'en 1987.

## Service des voyageurs
Gare fermée située sur un tronçon de ligne non exploité.

## Patrimoine ferroviaire
L'ancien bâtiment voyageurs d'origine est devenue une habitation privée.